# Economie generală
Economia generală este un domeniu al științelor economice.

## Domeniul de activitate și supozițiile de bază ale economiei generale

### Alocarea bunurilor rare
Economia generală cercetează alocarea resurselor (bunurilor economice) și a factorilor de producție care servesc la îndeplinirea dorințelor umane. Punctul de plecare este supoziția fundamentală rarității, aceea că bunurile și resursele sunt mărginite, iar oamenii sunt nevoiți să aleagă una din diferitele posibilități de folosire sau de consum (principiul economic). Raritatea înseamnă că alegerea unei posibilități de folosire a resurselor exclude alte posibilități. Economiștii denumesc aceasta prin costuri de oportunitate. Supunerea la vot de către indivizi sau grupuri a unei decizii are o însemnătate centrală în economie. Economiștii pornesc de la faptul că stimulii, preferințele și utilitatea determină luarea anumitor decizii.

### Domenii de cercetare
În cadrul economiei generale sunt cercetate conexiunile și procesele microeconomice și macroeconomice. Preocupările de bază sunt comerțul, alocarea resurselor, motive ale bunăstării, configurația producției, împărțirea bunăstării într-o societate, cauzele crizelor economice, dar și teme înrudite cum ar fi finanțele, taxele, munca, șomajul, dreptul, sărăcia sau protecția mediului;

### Modele ale „actorului ideal“
În cadrul economiei generale se operează frecvent cu supoziția model, homo oeconomicus, după care omul negociază rațional, pentru a-și maximiza starea materială. Acest model pare a fi suficient pentru multe cercetări, deoarece egalizează preferințele iraționale ale anumitor indivizi. Metodele de cercetare mai noi lărgesc în mod crescător supozițiile și implică un comportament irațional în modelele de gândire ale economiei care studiază comportamentul economic, cum ar fi teoria jocului. Unii cercetători au primit deja Premiul Nobel acest tip de cercetări. Alt modele sunt luate în considerare și anume cel al actorului cu comportament oportunist (opportunism, Williamson) care acționează într-un mod egoist, cu viclenie și subterfugii și cel al actorului cu capacități cognitive limitate (bounded rationality, Simon), model al rațiunii umane îngrădite.
Asemenea atribute umane sunt luate în considerare în noua economie instituțională.

## Instrumente și teme ale economiei generale

### Instrumente ale economiei generale
Modelele matematice joacă un rol considerabil în economia generală, deoarece oferă demonstrații clare și supoziții definite explicit și nu conduc, de regulă, la rezultate ambigue sau "ușor interpretabile". Conceptele economice generale se pot reprezenta printr-o matematică simplă și prin repoziționarea curbelor, fără a fi necesare cunoștințe avansate de matematică. Școala austriacă este de opinie că fiecare model care pornește de la o logică simplă, nu numai că nu ar fi necesar, ci chiar nepotrivit pentru analizele economice. În ultimii ani s-a observat o tendință crescătoare pentru cercetările din domeniul econometriei.

### Domenii ale economiei generale
- Microeconomia care cuprinde interrelațiile anumitor indivizi și firme. Organizarea din cadrul unei firme este subiectul economiei afacerilor.
- Macroeconomia care consideră economia într-un context general, interdependențele dintre venit, ocupație și inflație.

În ultimii ani au existat permanent încercări de strângere a legăturilor între aceste două direcții de bază. În prezent domnește unitatea asupra faptului că analizele macroeconomice bune trebuie să se bazeze pe cunoștințele microeconomice existente.
În cadrul acestor domenii largi ale economiei generale se află domenii tematice specializate care acoperă un spectru larg al activităților umane....

## Teme ale economiei generale
- Microeconomie generală

Piață -- Teoria echilibrului general -- Echilibrul pieței --Cerere și ofertă -- Preț -- Elasticitatea prețului cererii -- Funcție de utilitate -- Factor de producție -- Funcție de producție -- Echilibru Nash
- Microeconomia intervențiilor statului

Economia dezvoltării -- Finanțe publice -- Bunuri publice și efectele externe -- Efecte de rețea -- Regularizarea statului -- Teorema petei de ulei
- Microeconomie specială pentru anumite domenii sau pentru branșe

Piața muncii -- Economia familiei -- Economie financiară -- Economia sănătății -- Economie industrială -- Economia dreptului -- Economie regională -- Economia transporturilor -- Economia mediului -- Economia inovațiilor -- Economia criminalității -- Economia religiei
- Macroeconomie

Consumul unei economii --Produsul intern brut -- Investițiile unei economii --Modelul IS-LM -- Politică fiscală -- Politica monetară -- Evoluția prețului -- Evoluția cursului de schimb -- Teorie conjuncturală -- Creșterea economică -- Șomaj --  Ocuparea forței de muncă
- Relații economice internaționale

Teorie vamală -- Politică comercială -- Bilanțul plăților -- Instituții internaționale -- Integrare economică
- Metodologie

Teoria hotărârilor -- Economia evoluției -- Economie experimentală -- Econometrie -- Teoria jocului -- Geografie economică -- Istoria economiei -- Politică economică